# Оджерс, Джордж
Джордж Джеймс Оджерс (1916—2008) — австралийский солдат, журналист и военный историк. Оджерс служил в австралийской армии в качестве рядового и унтер-офицера, а позже в Королевских австралийских ВВС был назначен капитаном группы. Он был одним из авторов официальной истории Австралии во Второй мировой войне.

## Юные годы
Оджерс родился в Перте, Западная Австралия, 29 марта 1916 года. Он был самым младшим из восьми детей и первым из детей его родителей, родившихся в больнице. Семья переживала финансовые трудности из-за Великой депрессии, но Оджерс смог посещать среднюю школу Перт-Бойз, а затем прошел путь через Университет Западной Австралии и Мельбурнский университет, где он получил степень магистра искусств.
После окончания университета Оджерс начал работать в Мельбурнском Аргусе. В 1940 году он покинул газету, чтобы поступить в Королевские австралийские ВВС (RAAF). После завершения некоторой подготовки летного экипажа он был исключен из летных обязанностей по медицинским показаниям и вместо этого присоединился к австралийским имперским силам армии. В качестве члена армии он служил в кампаниях в Новой Гвинее и Борнео, достигнув звания сержанта. После войны Оджерс успешно вступил в RAAF и провел время с австралийскими войсками во время Корейской войны, Малайской чрезвычайной ситуации и войны во Вьетнаме, в конечном итоге повысившись до звания капитана группы. Во время пребывания в ВВС он был членом секции военной истории RAAF.

## Военный историк и журналист
Вскоре после окончания войны Гэвин Лонг выбрал Джорджа Одгерса одним из авторов сериала «Австралия в войне 1939—1945 годов». Он начал свою карьеру в качестве военного историка. Первой книгой Одгерса была история «RAAF № 77» в Корейской войне под названием «Через параллель», которая была опубликована в 1952 году. Его том официальной истории «Воздушная война против Японии 1943—1945 годов» был опубликован в 1957 году и охватывал Операции RAAF в Тихоокеанской войне с 1943 года. За официальной историей последовали Королевские военно-воздушные силы Австралии (1965), Золотые годы (1971) и Миссия Вьетнам (1974). Все эти работы были основаны на его опыте в RAAF и успешно привлекали популярную аудиторию, не жертвуя ни деталями, ни строгостью.
Оджерс ушел из Министерства обороны в 1981 году, но продолжал работать историком. Он опубликовал иллюстрированные истории Королевского австралийского флота, ВВС и Армии в 1982, 1984 и 1988 годах соответственно. Его двухтомная история об участии Австралии в 11 войнах была опубликована в 1994 году. Его последней работой была биография командира крыла Дика Крессвелла. Оджерс был последним живущим историком, написавшим Австралию в войне 1939—1945 годов, и его пережили двое его братьев и сестер, его жена и сыновья и их пять внуков.